# Mount Rescue Conservation Park
Mount Rescue Conservation Park är en park i Australien. Den ligger i kommunen The Coorong och delstaten South Australia, omkring 190 kilometer sydost om delstatshuvudstaden Adelaide.
Trakten runt Mount Rescue Conservation Park är nära nog obefolkad, med mindre än två invånare per kvadratkilometer.. Det finns inga samhällen i närheten.
Omgivningarna runt Mount Rescue Conservation Park är i huvudsak ett öppet busklandskap. Genomsnittlig årsnederbörd är 477 millimeter. Den regnigaste månaden är juni, med i genomsnitt 76 mm nederbörd, och den torraste är december, med 11 mm nederbörd.